# Пушечный рейтинг
Пушечный рейтинг — система классификации боевых кораблей Королевского военно-морского флота Великобритании применявшаяся в XVII—XIX вв. Первоначально классифицировала корабли по числу команды, затем по числу пушек. Возникнув в Великобритании, она затем была перенята, с некоторыми изменениями, другими странами.

## Происхождение
Потребность в классификации возникла с ростом централизованного, королевского флота. Большее число кораблей под единым управлением означало усложнение системы постройки, вооружений, снабжения, экипировки, и комплектации команд. Естественной реакцией флотской административной системы было подразделение кораблей по единому принципу.
Первые задокументированные попытки в этом направлении отмечены в середине XVI века, в царствие Генриха VIII. «Мари Роз» (фр. Marie Rose), «Анри Грас-а-Дье» (фр. Henri Grâce-à-Dieu) и «Грас Дье» (фр. Grâce Dieu) были выделены в группу «больших кораблей» (англ. Great Ships), исключительно на основании размера. К концу XVI века такое разделение распространилось на весь королевский флот: «большие корабли», и все остальные.
Формальная система, однако, возникла только в начале XVII века. Первые известные списки кораблей по категориям относятся к 1604 году. Корабли подразделялись на королевские (англ. Royal Ships), большие (англ. Great Ships), средние (англ. Middling Ships) и малые (англ. Small Ships). В них критерием служила численность команд. Ей придавали основное значение, так как она определяла большинство требований к обеспечению. Она же служила мерой боеспособности, так как артиллерия ещё только завоевывала позиции главного оружия. Основным видом боя оставался абордаж, где численность часто была решающей. Примерно с 1610-х годов категориям стали давать номера: 

- Royal Ships — первый ранг (англ. First rank), самые большие корабли из предыдущей группы «больших кораблей» (англ. Great Ships), с 42–55 орудиями на тот момент и командой не менее 400 человек.
- Great Ships — второй ранг (англ. Seccond rank), остальные корабли из предыдущей группы «больших кораблей», с 38–40 орудиями в то время.
- Middling ships — третий ранг (англ. Third rank), корабли, несущие 30-32 орудия на тот момент.
- Small ships — четвертый ранг (англ. Fourth rank), корабли, несущие менее 30 орудий на тот момент.

Со временем к четырём имеющимся рангам прибавились пятый и шестой. В этом процессе количество орудий в ранге увеличивалось, и постепенно дошло до максимума в 120 орудий в первом ранге к началу 19 века.

## Ранг и рейтинг
В 1677 г секретарь Адмиралтейства Сэмюэл Пипс, предложил систему, которая, с некоторыми дополнениями, продержалась в Британском флоте до 1817 г. По ней, место корабля в классификации — рейтинг (англ. gun rate) — определялось числом пушек. Численность команды зависела в основном от числа артиллерийских расчетов.
При этом учитывались только гладкоствольные, длинноствольные пушки, и только установленные на каретки (разновидность лафета). Мортиры, единороги, фальконеты, позднее карронады и другие разновидности относились к дополнительным орудиям и не влияли на рейтинг. Исключения делались для кораблей, вообще не имеющих длинноствольных пушек.
Таким образом, реальное число стволов обычно не совпадало с номинальным. И бывали парадоксальные ситуации, когда командир 32-пушечного фрегата жаловался, что имеет «только 32 пушки».
Несколько рейтингов составляли ранг. Регламентировались также калибры (в фунтах, по весу ядра), и классы кораблей, содержащие несколько рангов. Ранг, однако, тоже стал обозначаться термином rate, что указывает на стремление к единой классификации. Ниже определённого числа пушек ранг не присваивался (unrated).

## Система рангов к началу Наполеоновских войн
| Класс                       | Ранг      | Рейтинг, пушек | Батарейных палуб | Команда   | Водоизмещение приблизительно, т | В строю 1794 | В строю 1814 |
| --------------------------- | --------- | -------------- | ---------------- | --------- | ------------------------------- | ------------ | ------------ |
| Линейный корабль            | 1 ранг    | 100 — 120      | 3                | 850 — 875 | 2,500                           | 5            | 7            |
| Линейный корабль            | 2 ранг    | 90 — 98        | 3                | 700 — 750 | около 2,200                     | 9            | 5            |
| Линейный корабль            | 3 ранг    | 64 — 80        | 2                | 500 — 650 | 1,750                           | 71           | 87           |
| Линейный корабль            | 4 ранг    | 48 — 60        | 2                | 320 — 420 | около 1,000                     | 8            | 8            |
| Фрегат                      | 5 ранг    | 32 — 44        | 1 или 2          | 200 — 300 | 700 — 1,450                     | 78           | 123          |
| Фрегат                      | 6 ранг    | 20 — 28        | 1                | 140 — 200 | 450 — 550                       | 32           | 25           |
| Шлюп                        | Без ранга | 16 — 18        | 0 или 1          | 90 — 125  | 380                             | 76           | 360          |
| Вооруженный бриг или Куттер | Без ранга | 6 — 14         | 0                | 5 — 25    | < 220                           | нет данных   | нет данных   |

## Развитие и отмена использования
По сути, система существовала столько же, сколько классическая гладкоствольная пушка была основным оружием на море. Система подвергалась изменениям в 1714, 1721, 1760, 1782, 1801 и 1817 гг. За исключением последнего, пересмотры были в основном в сторону увеличения числа пушек в рейтингах и рангах. Так, корабли 1 ранга в середине XVIII в были 98÷100 пушечные, к 1801 г 100÷120 пушечные.
В 1817 году, под влиянием новых образцов орудий, система рейтингов была радикально пересмотрена, хотя и сохранила название. В частности, карронады стали включаться в номинальное число пушек. Кроме того, основные признаки классов кораблей изменились. Однако и в новом виде она уже не имела того универсального применения, что имела раньше. Слишком большое разнообразие вооружений и самих типов кораблей привело к тому, что число пушек, несмотря на ревизии, уже не могло служить единым критерием потребностей снабжения и боевой мощи кораблей.
В середине XIX в. система возвратилась к рейтингам по численности команд. Это означало фактическое признание, что оценка боевой мощи требует отдельного подхода, и что рейтинг потерял прежнее значение.